# Matthijs Maris

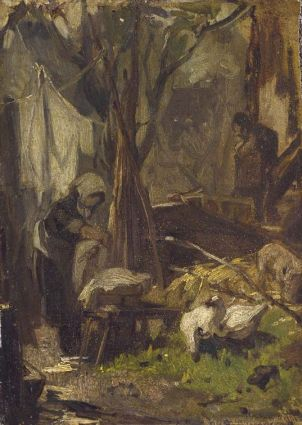
Dzień prania (Wasdag), 1917

Matthias Maris (znany również jako Matthijs Maris) (ur. 17 sierpnia 1839 w Hadze, zm. 22 sierpnia 1917 w Londynie) – holenderski malarz i grawer. Brat Jacoba i Willema Marisów.

## Życiorys
Studiował w Akademii w Hadze w latach 1852–1855, a po otrzymaniu stypendium od królowej Zofii kontynuował naukę w Antwerpii u Nicaise De Keysera. W 1860 udał się z bratem Jacobem w długą podróż wzdłuż Renu do Szwajcarii. W latach 1869–1875 mieszkał i pracował w Paryżu. W czasie wojny francusko-pruskiej zgłosił się na ochotnika do Gwardii Narodowej, był też świadkiem zamieszek w czasie Komuny Paryskiej. Po kilku latach pobytu w Holandii przeniósł się na stałe do Anglii, gdzie zmarł w 1917.
W czasie studiów Maris tworzył obrazy utrzymane w stylu akademickim, później, zapewne pod wpływem braci, zwrócił się w stronę realizmu szkoły haskiej. Jego styl stopniowo ewoluował w kierunku symbolizmu, a prace w miarę upływu czasu stawały się coraz bardziej mroczne i odrealnione. Podczas pobytu w Anglii tworzył pod wpływem prerafaelitów. Tematyka prac artysty była niejednorodna, początkowo przeważały pejzaże, później malował również sceny rodzajowe i portrety. Posługiwał się techniką olejną, sporadycznie tworząc akwaforty i litografie.
Prace Matthijsa Marisa cieszyły się uznaniem głównie w Stanach Zjednoczonych i Anglii, w rodzinnej Holandii większą popularność zdobył jego brat Jacob. Do największych wielbicieli twórczości artysty należał Vincent van Gogh.